# Цикл Кальвіна

Схема цикла. Чорні кружки — атоми вуглецю, червоні — кисню, фіолетові — фосфору, маленькі чорні кола — атоми водню АТФ и АДФ на рисунке перепутали местами!)

Цикл Кальвіна або відновлювальний пентозо-фосфатний цикл — серія біохімічних реакцій, які відбуваються під час фотосинтезу рослинами (в стромі хлоропластів), ціанобактеріями, прохлорофитами та пурпуровими бактеріями, а також багатьма бактеріями-хемосинтетиками, є найбільш поширеним з механізмів автотрофної фіксації CO2. Цикл Кальвіна названий на честь американського біохіміка Мелвіна Кальвіна (1911-1997).

## Стадії
У цикл залучаються АТФ і НАДФ·Н, утворені в ЕТЛ фотосинтезу, вуглекислий газ і вода; основним продуктом є гліцеральдегид-3-фосфат. Оскільки АТФ і НАДФ·Н можуть утворюватися у різних метаболічних шляхах, цикл не слід розглядати строго прив'язаним до світлової фази фотосинтезу.
Загальний баланс реакцій циклу можна представити рівнянням:
3 CO2 + 6 НАДФ·Н + 5 H2O + 9 АТФ → C3H7O3-PO3 + 3 H+ + 6 НАДФ+ + 9 АДФ + 8 Фн + 3 H2O
Дві молекули гліцеральдегид-3-фосфату використовуються для синтезу глюкози.
Цикл складається з трьох стадій: на першій під дією ферменту рибулозобісфосфат-карбоксилаза/оксигеназа відбувається приєднання CO2 до рибулозо-1,5-дифосфату і розщеплення отриманої гексози на дві молекули 3-фосфогліцеринової кислоти (3-ФГК). На другий 3-ФГК відновлюється до гліцеральдегід-3-фосфату (фосфогліцеральдегіда, ФГА), частина молекул якого виходить з циклу для синтезу глюкози, а інша частина використовується на третій стадії для регенерації рибулозо-1,5-дифосфату.

### Карбоксилювання
Карбоксилювання рибулозо-1,5-дисфосфата (5-вуглецеве з'єднання) здійснюється РиБісКо в кілька стадій. На першій кетонна група рибулози відновлюється до спиртової, між 2 і 3 атомами вуглецю встановлюється подвійний зв'язок. Отримане з'єднання нестабільне і саме воно карбоксилюється з утворенням 2-карбокси-3-кето-D-арабитол-1,5-дисфосфату. Його структурний аналог 2-карбокси-D-арабитол-1,5-дисфосфат гальмує весь процес. Нове, вже 6-вуглецеве з'єднання, також нестабільне і розпадається на дві молекули 3-фосфогліцеринової кислоти (3-фосфогліцерат, 3-ФГК).

### Відновлення
Відновлення 3-фосфогліцеринової кислоти (3-ФГК) відбувається у дві реакції.
Спочатку кожна 3-ФГК за допомогою 3-фосфогліцераткинази і з витратою однієї АТФ фосфорилюється, утворюючи 1,3-бісфосфоглицеринову кислоту (1,3-бисфосфоглицерат).
Потім під дією глицеральдегид-1,3-фосфатдегідрогенази бісфосфогліцеринова кислота відновлюється НАД(Ф)·H (у рослин і ціанобактерій; у пурпурових і зелених бактерій відновником є НАД·H) паралельно з відщепленням одного залишку фосфорної кислоти. Утворюється гліцеральдегід-3-фосфат (фосфоглицеральдегід, ФГА, триозофосфат). Обидві реакції оборотні.

### Регенерація
На останній стадії 5 молекул гліцеральдегид-3-фосфатів перетворюються в три молекули рибулозо-1,5-бісфосфата.
Спочатку під дією трифосфат-ізомерази гліцеральдегид-3-фосфат ізомеризується в дігідроксіацетон-фосфат. Фруктозабісфосфат-альдолаза об'єднує їх у фруктозо-6-фосфат з відщепленням залишку фосфорної кислоти. Потім іде ряд реакцій перебудови вуглецевих скелетів і утворюється рибулозо-5-фосфат. Він фосфорилюється фосфорибулокиназой і рибулозо-1,5-бісфосфат регенерує.

## Відкриття
З 1940-х рр. Мелвін Калвін працював над проблемою фотосинтезу; до 1957 з допомогою CO2, міченого по вуглецю, з'ясував хімізм засвоєння рослинами CO2 (відновлювальний карбоновий цикл Кальвіна) при фотосинтезі. Нобелівська премія з хімії (1961).